# منافع حیوان
منافع حیوان ترجمه فارسی اثر عربی عبیدالله بن بختیشوع، پزشک دوره عباسی است که طبق عیون الأنباء فی طبقات الأطباء، عنوانش طبایع‌الحیوان و خواصها و منافع اعضائها بوده و از آن با عناوین منافع‌الحیوان و نعت‌الحیوان نیز یادشده است. ابن بختیشوع ضمن برشمردن ویژگی‌های جسمی و رفتاری جانوران گوناگون، سود بخش‌های مختلف بدنشان برای انسان را نیز بررسی کرده است. این کتاب را عبدالهادی مراغی به‌دستور غازان خان به فارسی برگرداند. نسخه‌ای که برای غازان در سال ۶۹۸ ه‍.ق در مراغه تهیه شد، امروزه در کتابخانه و موزه مورگان نگهداری می‌شود. نسخه مذکور در سال ۱۹۱۰ از ایران خارج شد و تحت تملک یک مجموعه‌دار فرانسوی قرار گرفت و او این نسخه را در سال ۱۹۱۲ به جی‌پی مورگان، سرمایه‌دار آمریکایی فروخت. نسخه دیگری از منافع حیوان با تنها چند برگ پراکنده نیز شناخته‌شده که کمی متأخرتر از نسخه مورگان است.
منافع حیوان بازتاب‌دهنده باورهای رایج مردم روزگار خودش است. ازاین‌رو برخی از توصیفات و تجویزات ذکرشده در این کتاب درباره انسان و جانوران گوناگون که به جانورشناسی کهن (علم‌الحیوان) و طب سنتی بازمی‌گردند، امروزه در زمره خرافات و باورهای عامیانه قرار دارند. حتی بخشی از کتاب به توصیف سیمرغ به‌مثابه جانوری واقعی پرداخته است. درون‌مایه منافع حیوان درنهایت با واسطه متون علمی عربی به منابع کهن یونانی می‌رسد. موضوعات کتاب در ۴ مقاله به‌ترتیب زیر دسته‌بندی شده‌اند:
- در خواص و منافع مردم
- اندر طباع و خواص چهارپایان و وحوش و بهایم
- اندر مرغان بزرگ و کوچک
- اندر هوام و حشرات زمینی و آبی

## شیوه نگارش

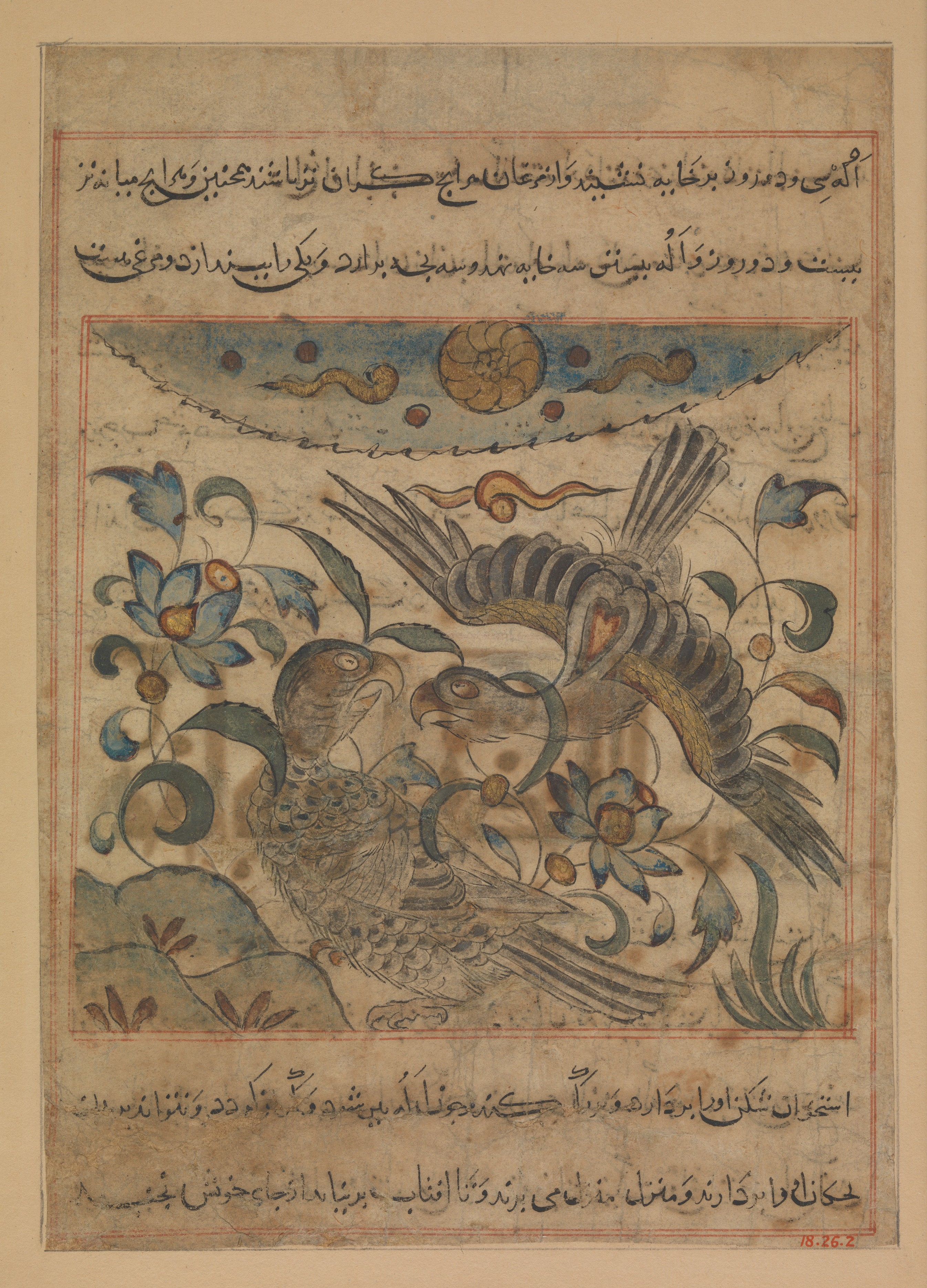
دربارهٔ اَلُهْ (عقاب)، برگی متعلق به دومین نسخه منافع حیوان در موزه هنر متروپولیتن

مانند بسیاری از کتاب‌های فارسی کهن، منافع حیوان نیز از قاعده ذال معجم پیروی می‌کند. «گ، چ، پ» فارسی را مانند «ک، ج، ب» نوشته و سراسر متن اعراب‌گذاری شده است. برخی نام‌های فارسی که برای گونه‌های جانوری در این کتاب به‌کاررفته، مانند گَزْدُم (عقرب)، کُلَنْگ (درنا)، شَبْپَرَک (خفاش) و اَلُهْ (عقاب)، امروزه دیگر بین فارسی‌زبانان رایج نیستند. عناوین اثر به خط کوفی و متن به خط نسخ است.

## نگاره‌ها

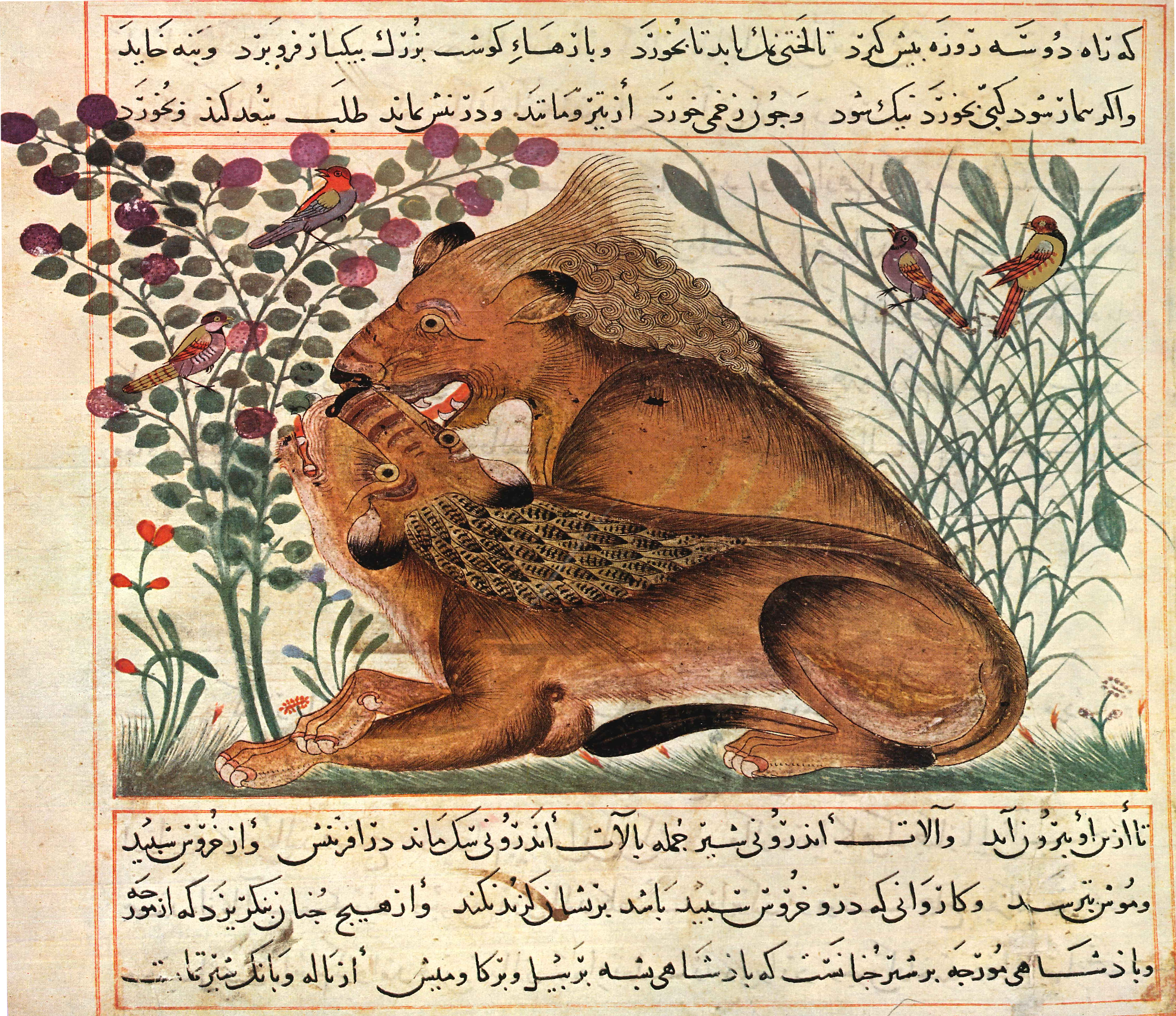
نگاره شیر در نسخه مورگان. شیر پس از انسان، دومین گونه‌ای است که کتاب به توصیف آن می‌پردازد.

نسخه مورگان کهن‌ترین اثر مصور به‌جامانده‌ای است که در مرزهای کنونی ایران آن را کتابت کرده‌اند. این نسخه ۹۴ برگ مصور دارد که بیشتر آن‌ها نگاره‌های بسیار کوچک و برخی ناتمام‌اند. برخی برگ‌ها نیز در زمان‌های جدیدتری مصور شده‌اند. این نسخه در کتابخانه سلطنتی رصدخانه مراغه تهیه‌شده، جایی که به‌فرمان هولاکو خان بنا شد و کتاب‌هایی از بغداد و شام و موصل را در آن جای دادند و بدین‌ترتیب ویژگی‌های کتاب‌آرایی مکتب بغداد نیز به این مکان راه پیدا کرد. از نظر سبک، نگاره‌های نسخه مورگان چیزی بین مکتب بغداد و مکتب تبریز اول هستند و پیش‌درآمدی برای کارهای مکتب تبریز به‌حساب می‌آیند. نگارگران مشخصاً کوشیده‌اند تا جایی‌که امکان دارد در ترسیم گونه‌های جانوری گوناگون جزئیات را رعایت کرده و طرحی طبیعت‌گرایانه ارائه دهند. بااین‌حال نگاره کرگدن با اندامی شبیه گاو ترسیم‌شده و تمساح همانند اژدهای چینی است. موضوعی که نشان می‌دهد آشنایی با این دو گونه وجود نداشته و نگارگران تنها برپایه توصیفات و تصور ذهنی خود اقدام به ترسیم این دو گونه کرده‌اند. پیکره‌هایی از آدم و حوا نیز در ابتدای نسخه مورگان وجود دارند که به‌شیوه مکتب سلجوقی، ولی با پوشش و زیورآلاتی مشخصاً هندی هستند. درمجموع برخی نگاره‌های این نسخه ادامه مکتب بغداد به‌حساب می‌آیند، اما بیشتر آن‌ها، به‌ویژه انواع دارای منظره، متأثر از سبک نگارگری چینی‌اند. تأثیرپذیری از عناصر چینی در نگاره‌های نسخه دوم منافع حیوان بارزتر است.

### نگاره‌های الحاقی
نسخه مورگان در سده ۱۹ یا آغاز سده ۲۰ مورد بازسازی قرار گرفت و نگاره‌های جدیدی به آن افزوده شدند. برخی از این نگاره‌ها در گوشه نگاره‌های اصلی قرار دارند. بیشتر نگاره‌های افزوده‌شده جنبه تزئینی داشته و صحنه‌هایی از دربار غازان، هابیل و قابیل، کشتن اژدها، بزم، شکار، هیولاهای دریایی و تختگاه سلیمان را به‌نمایش می‌گذارند.